# Atlantic (Keane)
Atlantic is een download-only single van de Britse band Keane afkomstig van hun tweede studioabum Under the Iron Sea. De single was als promotie van het album maar de officiële eerste single van het album is Is It Any Wonder?. Deze single werd wel in winkels uitgegeven.

## Videoclip
Er is wel een videoclip opgenomen voor Atlantic, geregisseerd door schrijver Irvine Welsh. De clip is opgenomen op het strand van Sussex en is zwart-wit. Keane zelf verschijnt niet in de videoclip. Aan het eind van de clip lopen alle personages die er in voor kwamen achter De Dood (Magere Hein) aan.